# Чукотська мова
Чукотська мова (чук. ԓыгъоравэтԓьэн йиԓыйиԓ [ɬǝɣˀoraβetɬˀɛn jiɬǝjiɬ]; застаріла нава — луораветланська мова (рос. луораветланский язык) — мова чукчів, одна з мов чукотсько-камчатської сім'ї.

## Поширення
Чукотська мова поширена на території Чукотського автономного округу, у північно-східній частині Коряцького автономного округу, а також у Нижньоколимському улусі Республіки Саха (Якутія). За даними перепису 1989 року чукчів нараховувалось 15 000, з них 70% вважали чукотську мову рідною.

## Використання
Чукотська мова є мовою повсякденного спілкування у більшості чукчів у родині та в процесі традиційної господарської діяльності (оленярство). Чукотською мовою виходять радіо- та телепередачі, читаються доповіді, проводяться бесіди. Мовою діловодства і адміністративної діяльності є російська мова, яка є також мовою міжнаціонального спілкування на територіях, де чукчі контактують з коряками, якутами.
Чукотською мовою здійснюється навчання у початковій школі. У середній школі чукотську мову викладають як предмет.

## Діалекти
Діалектне розчленування чукотської мови незначне. Виділяють східний (уеленський) діалект, покладений в основу писемності, західний (колимський) діалект і група південних діалектів (південний схід Чукотки): енмилінський, нунлігранський і хатирський. Ці останні характеризуються фонетичними і морфологічними особливостями, що зближують їх із керецькою і коряцькими мовами.  За попередніми даними, у межах кожного діалекту можуть бути виділені говори.
Діалектологія чукотської мови вивчена слабо; проте можна з упевненістю стверджувати, що користування літературною мовою не є складним для жодної територіальної групи чукчів.

## Лінгвістична характеристика

### Фонетика
У чукотській мові виділяють 6 голосних фонем і 14 приголосних. Відсутнє протиставлення твердих та м'яких приголосних; також відсутні дзвінкі змичні приголосні. Чукотська гортанна змичка є самостійною приголосною фонемою. У цій мові немає дифтонгів, хоча є поєднання, які за звучанням схожі на них

#### Приголосні фонеми
Особливими звуками чукотської мови, яких немає в російській, є: 
- ŋ (Ӈ ӈ)
- β (В в)

- ɣ (звук, подібний до української г) (Г г)

- ʔ (')

- ɬ (Ԓ ԓ)

- q (Ӄ ӄ)

#### Голосні фонеми
Є шість голосних звуків. Слабкі (закриті) звуки э [ɛ], у [u], и [i] чергуються з сильними (відкритими), відповідно а [ɑ], о [ɔ], э [ɛ] (можна розрізняти за походженням два звуки э — сильний і слабкий, вимовляються вони однаково), причому застосовується правило сингармонізму — якщо у слові є хоч один сильний голосний, то й усі слабкі змінюються в сильні. Звук ы [ə] є нейтральним, він може бути і в словах з сильними, і з слабкими голосними, хоча іноді приєднання афікса з ы вимагає зміни голосних у сильні.

#### Гендерні особливості
Цікавою особливістю чукотської мови є те, що жінки та чоловіки говорять по-різному. Для жінок існує табу на проголошення імен родичів чоловіка та слів, які звучать схоже. Різниця існує також і у вимові звичайних слів. Там, де чоловіки вимовляють звук «р» або поєднання звуків «рк», жінки вимовляють звук «ц» або «цц». Звуки «ч», «с» та інші у вимові чоловіків також мають властивість змінюватись у вимові жінок на «ц». Наприклад, у значенні «морж» чоловіки використовують слово «рыркы», а жінки – «цыццы».

### Граматика
Чукотська мова є інкорпоруючо-аглютинативною мовою. Усяке слово складається принаймні з  двох морфем (кореневої й афіксної), звичайно слова мають багато суфіксів. Інкорпорація означає вкючення в форму слова кількох основ. Таким чином замість словосполучення створюється слово з єдиним наголосом, формотворчими афіксами і гармонією голосних.
Чукотська мова є ергативною.
Іменник має дев’ять (з кличною формою — десять) відмінків: називний (робиться що?), ергативний (орудний, робиться ким?), місцевий (у межах чого?), вихідний (від чого?), напрямний (давальний, до чого?), орієнтовний (за чим знати?), сумісний (з чим разом?), супровідний (з чим при собі?), призначальний (знадобиться на що?).
В основі поділу іменників на відміни — протиставлення людини й нелюдини, причому до групи нелюдей належать і живі істоти, натомість до групи людей відносяться клички домашніх тварин і будь-які антропоморфізовані назви (як українське «Вітра» замість «вітру»).
Використовуються численні дієслівні та віддієслівні форми. Характерними для чукотської мови є дієіменники-дієприкметники («той, що робить»), дієприслівники можуть використовуватись у абсолютних (із власним незалежним підметом) зворотах, такі конструкції заміняють складнопідрядні речення.
Перехідні дієслова узгоджуються як з суб’єктом так і з об’єктом, отож мають двадцативосьмичленну парадигму дієвідмінювання.

## Писемність
Творцем першої чукотської писемності був пастух Теневіль.
Абетка на основі латиниці (1931) 
| А а | Ā ā | B b | C c | D d | Е е | Ē ē | Ә ә |
| Ә̄ ә̄ | F f | G g | H h | I i | Ī ī | J j | K k |
| L l | M m | N n | Ŋ ŋ | O o | Ō ō | P p | Q q |
| R r | S s | T t | U u | Ū ū | V v | W w | Z z |
| Ь ь |     |     |     |     |     |     |     |

У 1937 році цей алфавіт, як і інші алфавіти народів СРСР був переведений на кириличну основу. Спочатку він нічим не відрізнявся від російського алфавіту. У 1950-ті роки були введені букви К’ к’ і Н’ н’, замінені незабаром на Ӄ ӄ і Ӈ ӈ, проте ще довгий час вони використовувалися тільки в навчальній літературі, а у пресі продовжували використовувати букви з апострофом. Наприкінці 1980-х років була введена буква Ԓ ԓ на позначення глухого л, але вона також використовується переважно в навчальній літературі. У результаті чукотський алфавіт зараз має такий вигляд:
| А а | Б б | В в | Г г | Д д | Е е | Ё ё | Ж ж |
| З з | И и | Й й | К к | Ӄ ӄ | Л л | Ԓ ԓ | М м |
| Н н | Ӈ ӈ | О о | П п | Р р | С с | Т т | У у |
| Ф ф | Х х | Ц ц | Ч ч | Ш ш | Щ щ | Ъ ъ | Ы ы |
| Ь ь | Э э | Ю ю | Я я | '   |     |     |     |

Серед особливостей правопису можна навести такі: Звук ч відповідно до особливостей вимови позначається літерою с (перед ӄ). Звуки й, л, ч вважаються м’якими, після них пишуться голосні я, ю, е, ё замість а, у, э, о, а гортанний зімкнений звук позначається літерою ь замість ъ. Після голосних замість ъ пишеться апостроф ’, причому у вимові приступ може насправді передувати голосному. Літери б, д, з, ж, ф, х, ш, щ (а також л, що протиставляється ԓ) використовуються тільки у запозичених словах.

## Приклад
«Заповіт» Т.Шевченка чукотською мовою (переклав Володимир Тинескін)
| ВЭТГАВ ЯАТЛЬЭТЫ Эчги въик, Украинак гым К'энамайынлятык; Мачыган нитгъэн маёлгын Ванво въийылк'этык, Ин'к'ун ынк'о ергыт, энмыт Мэчынкы к'онпы льук, Тан'валёмы Днепр-эрмэчьын Э'йн'эльын имъэлюк Эчги Украинаеквэ Рейк'ыпыльыльэтгъэ Эк'эльин мутлымул, -ынкы Вытку тырэлк'утгъэ Тырэюгъэ ынкъам этын И'и'н траванлян'ын Йылынво гымыгнотагты Тэн'ычьын вагыргын. Майынляплыткок, вутилгыт К'ылгинэрмэквыткы. Ынк'о гым ман'ыройыръык, Торъечьамвагыргык, Нытэн'ъэв к'энакетъотык Кычьымветгаквыргык. |